# Liste des droïdes de Star Wars

La liste des droïdes de Star Wars recense les noms et les présentations simplifiées des principaux vaisseaux des univers Légendes comme Officiel.
Star Wars compte un nombre important de droïdes. Ils sont issus de sa série de films mais aussi des très nombreuses déclinaisons de l'univers en séries télévisées, romans, bandes dessinées et jeux vidéo. Parmi les plus connus, on trouve les inséparables R2-D2 et C-3PO, les importants quoique moins présents BB-8 et K-2SO, ainsi que la redoutable armée de la Confédération des Systèmes Indépendants voire les chasseurs de primes IG-88 et 4-LOM.

## Univers

Un sabre laser bleu, arme des Jedi et un sabre laser rouge, arme des Sith.

L'univers de Star Wars se déroule dans une galaxie qui est le théâtre d'affrontements entre les Chevaliers Jedi et les Seigneurs noirs des Sith, personnes sensibles à la Force, un champ énergétique mystérieux leur procurant des pouvoirs psychiques. Les Jedi maîtrisent le Côté lumineux de la Force, pouvoir bénéfique et défensif, pour maintenir la paix dans la galaxie. Les Sith utilisent le Côté obscur, pouvoir nuisible et destructeur, pour leurs usages personnels et pour dominer la galaxie.
Depuis le rachat de la société Lucasfilm par The Walt Disney Company, il existe deux univers Star Wars : le « Légendes » et l'« Officiel ». Ils ont pour point commun, les six premiers films et la série télévisée The Clone Wars. L'univers Légendes reprend en plus les histoires complémentaires présentées dans des livres, des bandes dessinées, des téléfilms ou des jeux sortis avant 2014. L'univers Officiel reprend lui, les histoires des films et des autres supports parus depuis 2014,.

## Chronologie

### Chronologie commune
Pour ramener la paix dans la galaxie, une République galactique a été fondée avec pour capitale la planète Coruscant. Mais, elle est secouée par des invasions planétaires (La Menace fantôme), des sécessions et la guerre dite « des clones » (L'Attaque des clones). Pour y mettre fin, la République est remplacée en 19 av. BY par un Empire galactique autoritaire et discriminatoire (La Revanche des Sith). Cette nouvelle entité est dirigée par le Sith Palpatine et son apprenti Dark Vador.
Mais après plusieurs années, la brutalité du régime provoque l'apparition d'une opposition armée : l'Alliance rebelle. Les premières victoires de cette dernière se déroulent lors de la bataille de Scarif, quand les rebelles parviennent à s'emparer des plans de l'Étoile de la mort, l'arme absolue de l'Empire (Rogue One), puis lors de la bataille de Yavin, qui voit la destruction de l'immense station spatiale (Un nouvel espoir). En 3 ap. BY, Dark Vador contre-attaque en détruisant la base principale des rebelles sur la planète Hoth (L'Empire contre-attaque). L'Alliance, bien que dispersée, n'est cependant pas vaincue. Un an plus tard, en 4 ap. BY, l'Alliance remporte une grande victoire en détruisant une seconde station spatiale et en éliminant l'empereur Palpatine et Vador lors de la bataille d'Endor (Le Retour du Jedi).

### Chronologie « Légendes »
En complément aux évènements se déroulant entre 32 av. BY (La Menace fantôme) et 4 ap. BY (Le Retour du Jedi), l'univers « Légendes » développe le passé et le futur de la saga.
Le passé, nommé période de l'« Ancienne République », raconte l'histoire de la création de la République et de l'Ordre Jedi. En 5 000 av. BY les Sith lancent la première guerre galactique qui se termine par leur défaite. Un millénaire plus tard, c'est une organisation militaire, les Mandaloriens qui tente de s'emparer de la galaxie durant un terrible et durable conflit. Bien que victorieuse, la République est exsangue. Elle ne peut alors pas empêcher le retour des Sith et la partition de la galaxie en nombreux royaumes Sith durant une très longue période. Ce n'est qu'en 1 000 av. BY que les Jedi finissent par reprendre le contrôle total de la galaxie. Seul le Sith Dark Bane parvient à échapper aux Jedi. Il instaure alors une règle dans l'ordre Sith selon laquelle il n'y aura plus que deux seigneurs : un maître et son apprenti. En 32 av. BY, son lointain successeur, Dark Sidious, alias le sénateur Palpatine de Naboo, lance une série d'intrigues pour reprendre le contrôle de la galaxie.
Le futur, nommé période de la « Nouvelle République », raconte l'histoire galactique après la mort de l'empereur Palpatine. Le premier évènement est la création d'une Nouvelle République. Celle-ci est alors régulièrement menacée par les attaques des troupes impériales menées par les nombreux successeurs de l'empereur comme la directrice Ysanne Isard, le grand amiral Thrawn et même les clones de l'empereur Palpatine. Parallèlement, les Jedi renaissent de leurs cendres et fondent un Nouvel Ordre Jedi capable de défendre la galaxie notamment face à l'invasion menée en 25 ap. BY par les cruels Yuuzhan Vong ou en 138 ap. BY avec le retour des Sith.

### Chronologie « Officielle »
La nouvelle chronologie « Officielle » revisite certaines périodes déjà abordées par la chronologie « Légendes » notamment le futur dans la période de la « Nouvelle République » où le Premier Ordre, un nouveau régime totalitaire plus ou moins issu de l'Empire galactique s'attaque à la Nouvelle République. Pour s’opposer à cette menace, la princesse Leia Organa, une ancienne dirigeante de l'Alliance rebelle, crée un mouvement paramilitaire dénommé la Résistance. En 34 ap. BY, à l'aide d'une arme surpuissante, le Premier Ordre attaque la Nouvelle République en détruisant sa planète capitale mais la Résistance contre-attaque et envoie ses combattants mettre hors de combat cette arme sur la planète Starkiller (Le Réveil de la Force). Le Premier Ordre se retourne ensuite contre la Résistance et parvient à éliminer l’ensemble de sa flotte et sa principale base opérationnelle (Les Derniers Jedi). Vaincue mais pas annihilée, la Résistance parvient à unifier tous les opposants au Premier Ordre pour une ultime affrontement au-dessus de la planète Exegol qui met un terme au régime totalitaire (L'Ascension de Skywalker).

## Recensement des droïdes

### Astromécanos
- BB-8 : demi-sphère sur une sphère. Il accompagne des héros comme Finn[14].
- Chopper (C1-10P) : droïde rebelle avec une tête orange[15].
- R1-G4 : proposé par des Jawas en même temps qu'R2-D2 à Luke et Owen[16].
- R2-D2 : polyvalent, équipé pour diverses tâches, du combat direct à l'extinction d'incendie en passant par la projection d'informations[17].
- R2-Q2 : droïde impérial assistant l'abordage du Tantive IV[18].
- R2-Q5 : présent dans la Première Étoile de la Mort[a 1].
- R2-X2 : dans le X-Wing du rebelle Theron Nett[16].
- R3-A2 : présent sur la base Echo de l'Alliance Rebelle sur Hoth[16].
- R3-D5 : droïde personnel de Saesee Tinn[16].
- R3-M2 : participe à la préparation de la bataille de Scarif[18].
- R3-M3 : présent dans la Première Étoile de la Mort[19].
- R3-S1 : droïde rebel et arrogant à cause d'un problème dans sa programmation[19].
- R4-G9 : droïde personnel d'Aayla Secura et temporairement de Kenobi[a 2].
- R4-P17 : droïde personnel du Maître Jedi Obi-Wan Kenobi, détruit lors de la bataille de Coruscant[20].
- R4-P44 : utilisé sur un ARC-170 du 212e bataillon d'attaque de la République[21].
- R5-D4 : vendu par des Jawas, mais saboté par R2-D2 pour que ce dernier soit vendu à Luke et Owen[a 3].
- R5-D8 : dans le X-Wing du rebelle Jek Porkins[16].
- R5-F7 : présent sur Yavin IV à l'arrivée de la Première Étoile de la Mort[19].
- R5-J2 : présent dans la Seconde Étoile de la Mort[19].
- R5-M2 : aide à évacuer la base Echo de Hoth[22].
- R7-A7 : droïde  personnel d'Ahsoka Tano[18].
- R7-D4 : droïde personnel de Plo Koon[18].
- R8-B7 : droïde personnel de Mace Windu[18].

### Protocolaires
- 4-LOM : chasseur de primes, droïde de protocole ayant réussi à agir outre sa programmation embauché pour retrouver le Faucon Millenium[20].
- C-3PO : doré, construit par Anakin Skywalker alors qu'il est enfant.
- K-2SO : droïde impérial de série KX reprogrammé par le rebelle Cassian Andor. Il est détruit sur Scarif lors de la mission de récupération des plans de l'Étoile de la mort[20].
- K-3PO : présent dans la base Echo de l'Alliance Rebelle à Hoth[22].
- L3-37 : ami et pilote de Lando Calrissian. Elle souhaite que les droïdes soient libres[20].
- R-3PO : présent dans la base Echo de l'Alliance Rebelle à Hoth[22].
- RA-7 : utilisé comme espion par l'Empire[a 1].
- TC-14 : hôtesse dans le vaisseau qui commande le blocus de Naboo.
- TC-4 : serviteur du chancelier Palpatine[23].

### Militaires
- Araignée OG-9 : quadripode autonome de 7,3 mètres de la CSI[24].
- Araignée Nain DSD1 : quadripode autonome de 1,9 mètre de la CSI[25].
- Cannonière HMP : vaisseau autonome Séparatiste, armé de nombreux canons et mesurant 12,4 mètres de long[26].
- Crabe : en forme de crabe avec 1,49 mètre de haut, utilisé par la CSI[a 4].
- Droïde de combat B1 : conçu en masse pour former une armée, utilisée notamment durant la Guerre des Clones[réf. souhaitée].
  - OOM-9 : dirigeant de l'invasion de Naboo par la Fédération du Commerce. Il porte une marque jaune en tant que commandant[a 5]
  - Super-droïde de combat B2 : plus résistant, autonome et endurant. Il est formé de façon à intimider l'ennemi[27].
- Droïdeka : capable de se ranger en boule pour se déplacer rapidement. Il est armé de quatre canons laser et d'un bouclier[27].
- Hailfire : tank autonome du Clan Bancaire atteignant 45 km/h[28].
- Octuptarra : en forme de pieuvre. Il est fabriqué par le Techno-Syndicat[a 6].

### Autres
- 2-1B : chirurgien utilisé par la République puis la Rébellion. L'un a soigné Vador après un duel à Mustafar, un autre Luke après un duel à Bespin[a 7].
- A4-D : médecin et mécanicien qui soigne et répare le cyborg Séparatiste Grievous[29].
- BD-1 : explorateur appartenant à Eno Cordova, puis à Cal Kestis, en recherche d'un holocron Jedi. Apparaît dans Star Wars Jedi: Fallen Order[30].
- Droïde assassin :
  - IG-11 : envoyé par des vestiges de l'Empire galactique pour retrouver Grogu, puis reprogrammé par Kuiil pour protéger celui qu'il devait traquer[20].
  - IG-88 : chasseur de primes, droïde assassin de classe 4 embauché pour retrouver le Faucon Millenium[20].

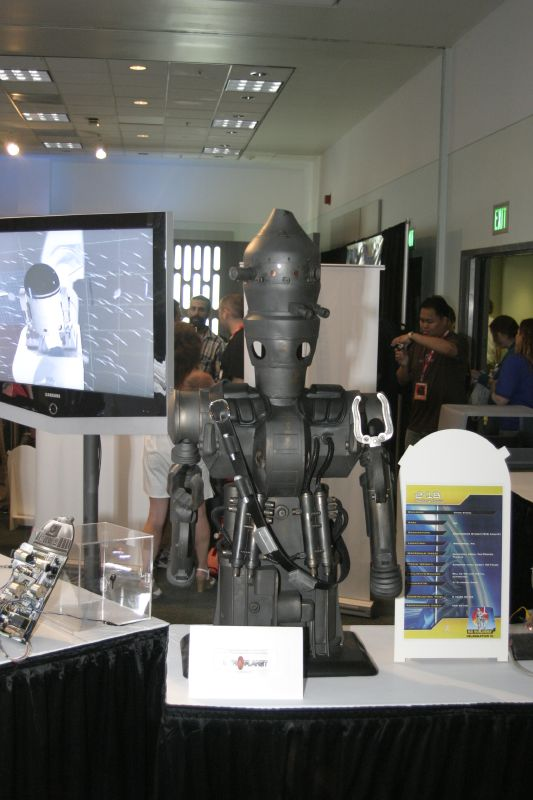
Le droïde assassin IG-88

- Droïde d'interrogatoire : sphère noire. Il est utilisé par l'Empire pour torturer les prisonniers comme la princesse Leia[a 8].
- Droïde-mécano : répare les modules de course[31].
- EV-9D9 : superviseur des droïdes de Jabba le Hutt[a 9].
- Gonk EG-6 : générateur pour alimenter les systèmes électriques en cas de déplacement ou tout simplement de panne[32].
- FX : assistant médical qui gère les patients et le métriel à disposition. Il est équipé de nombreux bras[a 10].
- Iris Sombre : sonde qui informe Dark Maul, notamment à Naboo et Tatooine[31].
- Magna-garde IG-100 : garde du corps armé d'un bâton électrique pour protéger Grievous[33].
- Médidroïde GH-7 : capable de remplir diverses fonctions médicales, de chirurgien à sage-femme[a 11].
- Pilote FA-4 : non armé, se déplaçant sur chenilles. Le comte Dooku en utilise un[a 12].
- Sondbot : intelligent, utilisé par l'Empire pour trouver des installations rebelles[a 13].
- Sphère d'entraînement : boule volante armée mais sans réel danger. Les Jedi l'utilisent pour s'entraîner, en augmentant progressivement la difficulté, soit la rapidité du droïde.
- TODO 360 : droïde personnel de Cad Bane[34].